# Москалівка (Хмельницький район)
Москалі́вка — село в Україні, у Ярмолинецькій селищній громаді Хмельницького району Хмельницької області. Населення становить 626 осіб.

## Символіка

### Герб
В зеленому щиті із бази, багаторазово хвилясто перетятої лазуровим і срібним, виходять два золотих укорочених мурованих вістря, між якими золотий сонях. Щит вписаний в золотий декоративний картуш і увінчаний золотою сільською короною. Унизу картуша напис «МОСКАЛІВКА».

### Прапор
Квадратне полотнище розділене хвилясто горизонтально у співвідношенні 22:1:1:1:1:1:1:1:1 на зелену і перемінно сині і білі смуги. З лінії перетину верхньої і другої смуги виходять два жовтих мурованих трикутники, між якими жовтий сонях.

### Пояснення символіки
Муровані вістря утворюють стилізовану літеру «М», водночас нагадуючи про виробництво цегли і кахлів для груб. Хвиляста база — символ великого ставу, сонях означає вирощування цієї сільськогосподарської культури. На прапорі повторюються кольори і фігури герба.

## Історія
7 (20) листопада 1917 року, відповідно до Третього Універсалу Української Центральної Ради, увійшло до складу Української Народної Республіки.
12 червня 2020 року, відповідно до розпорядження Кабінету Міністрів України № 727-р «Про визначення адміністративних центрів та затвердження територій територіальних громад Хмельницької області», увійшло до складу Летичівської селищної територіальної громади.
19 липня 2020 року, в результаті адміністративно-територіальної реформи та ліквідації Летичівського району, село увійшло до складу новоутвореного Хмельницького району.

## Персоналії
- Бойко Петро Леонідович (1970—2015) — сержант Збройних сил України, учасник російсько-української війни.
- Марчук Володимир Миколайович (нар. 1949) — український живописець, монументаліст.
- Середюк Олег Олександрович (1972—2015) — солдат Збройних сил України, учасник російсько-української війни.

## Галерея

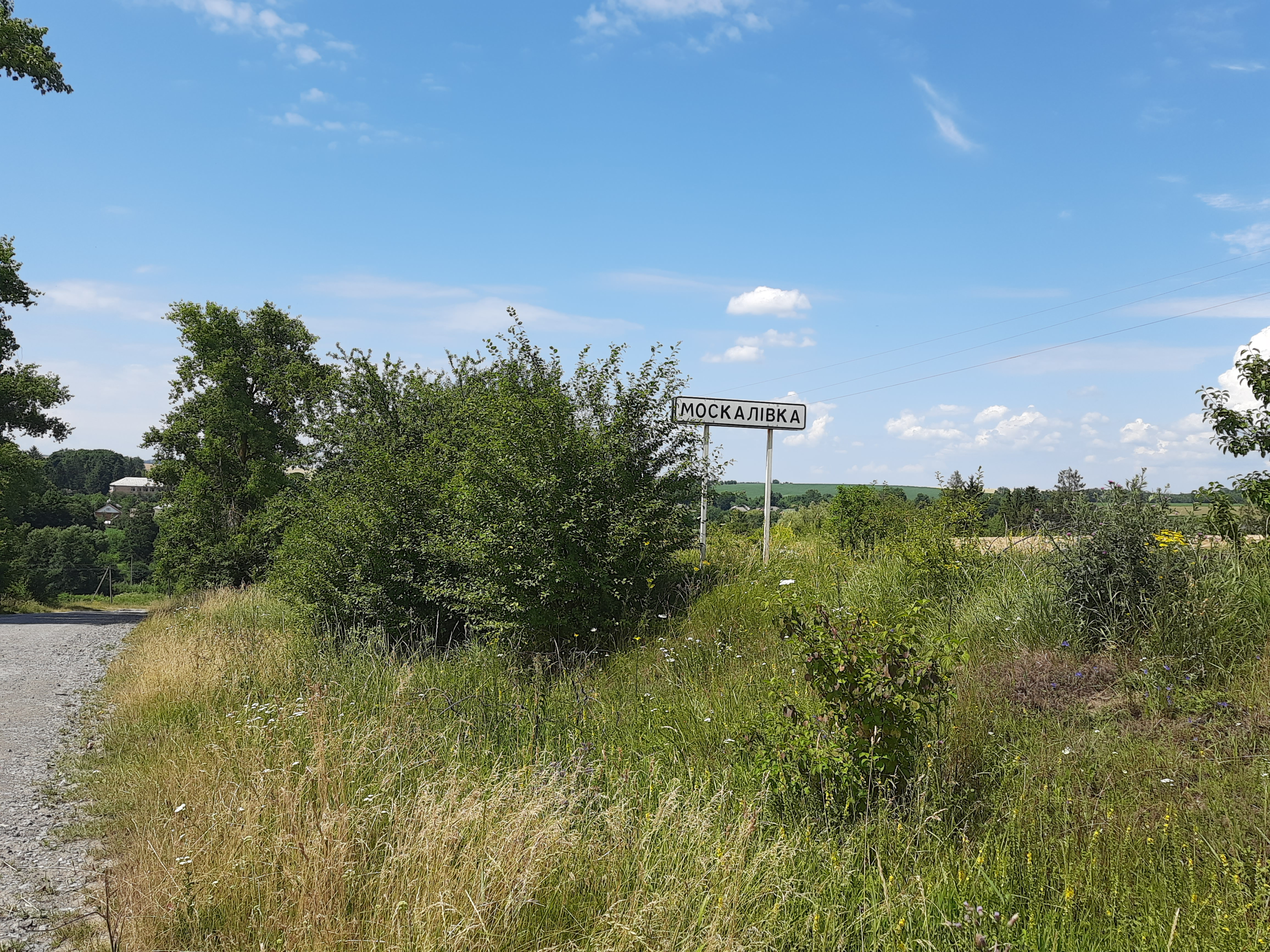
Дорожній знак при в'їзді в село
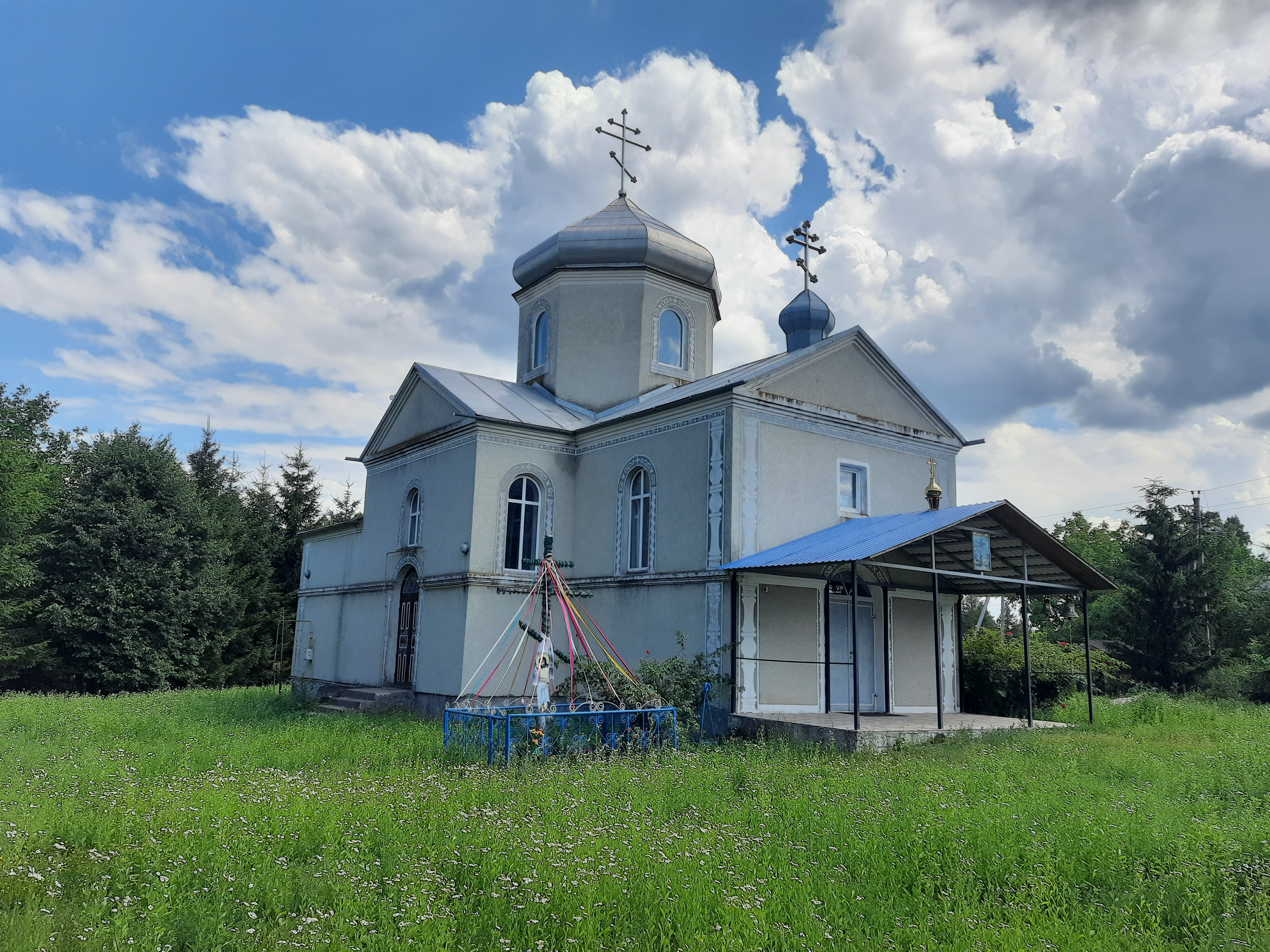
Сільська церква
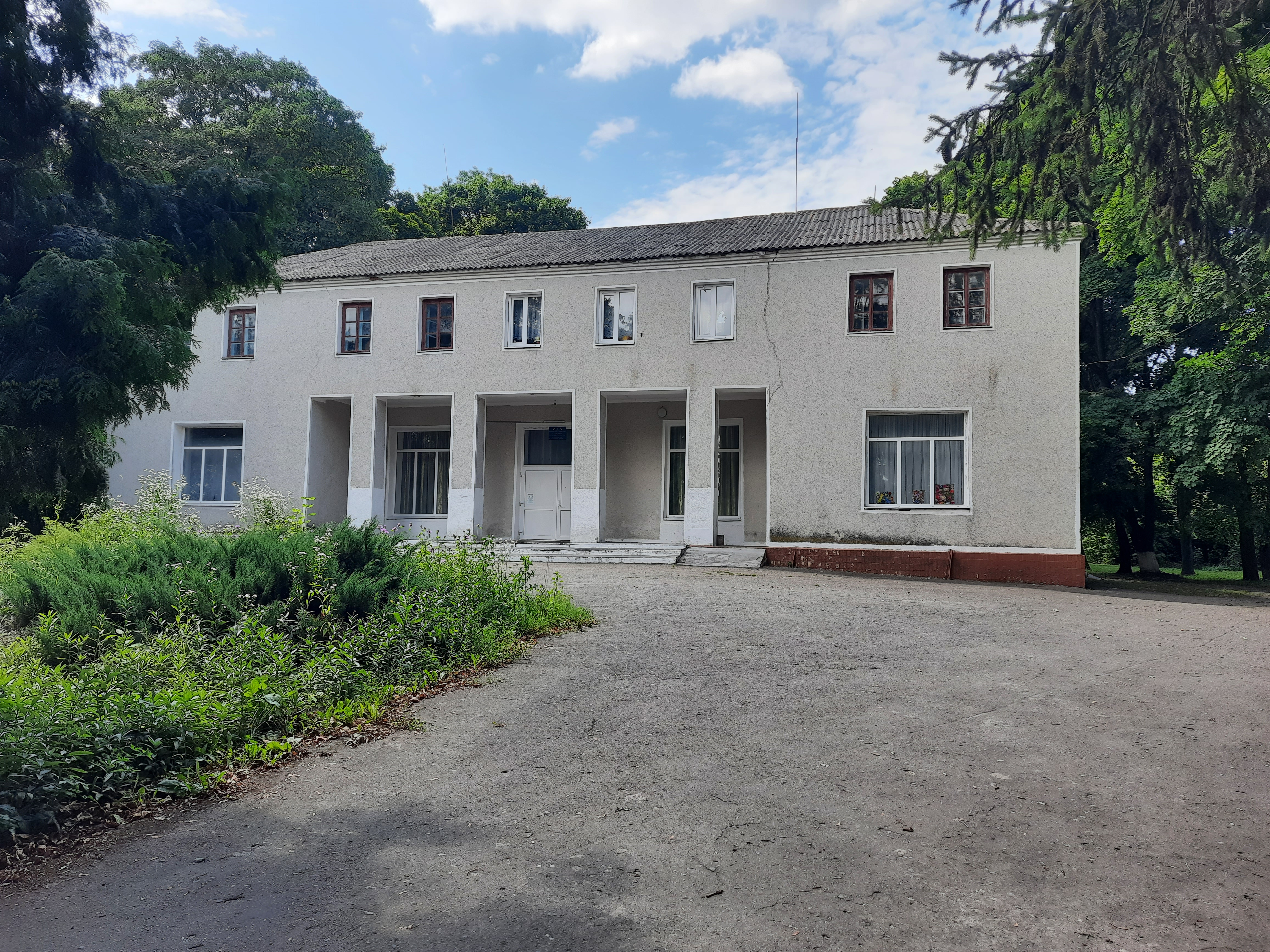
Будинок культури
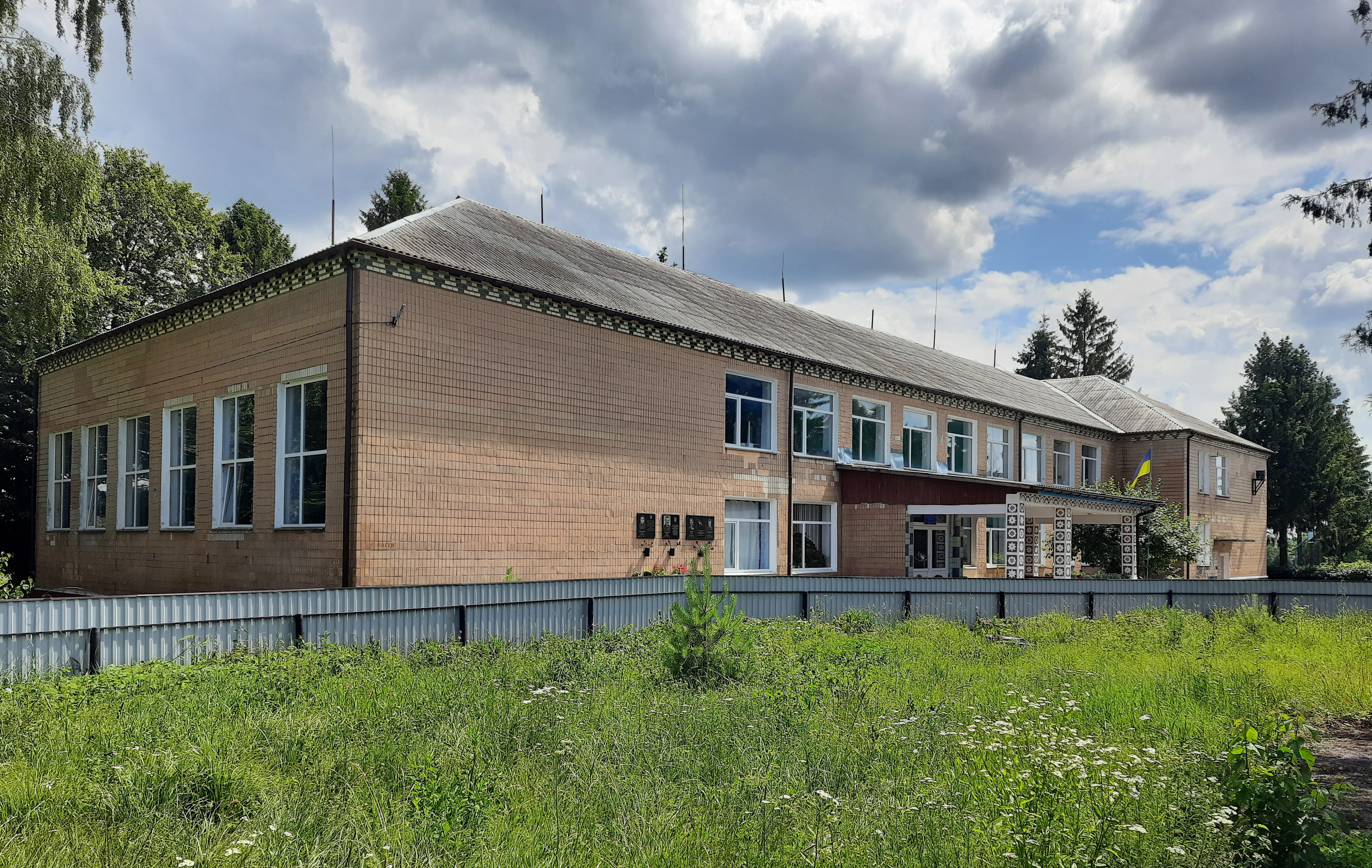
Школа
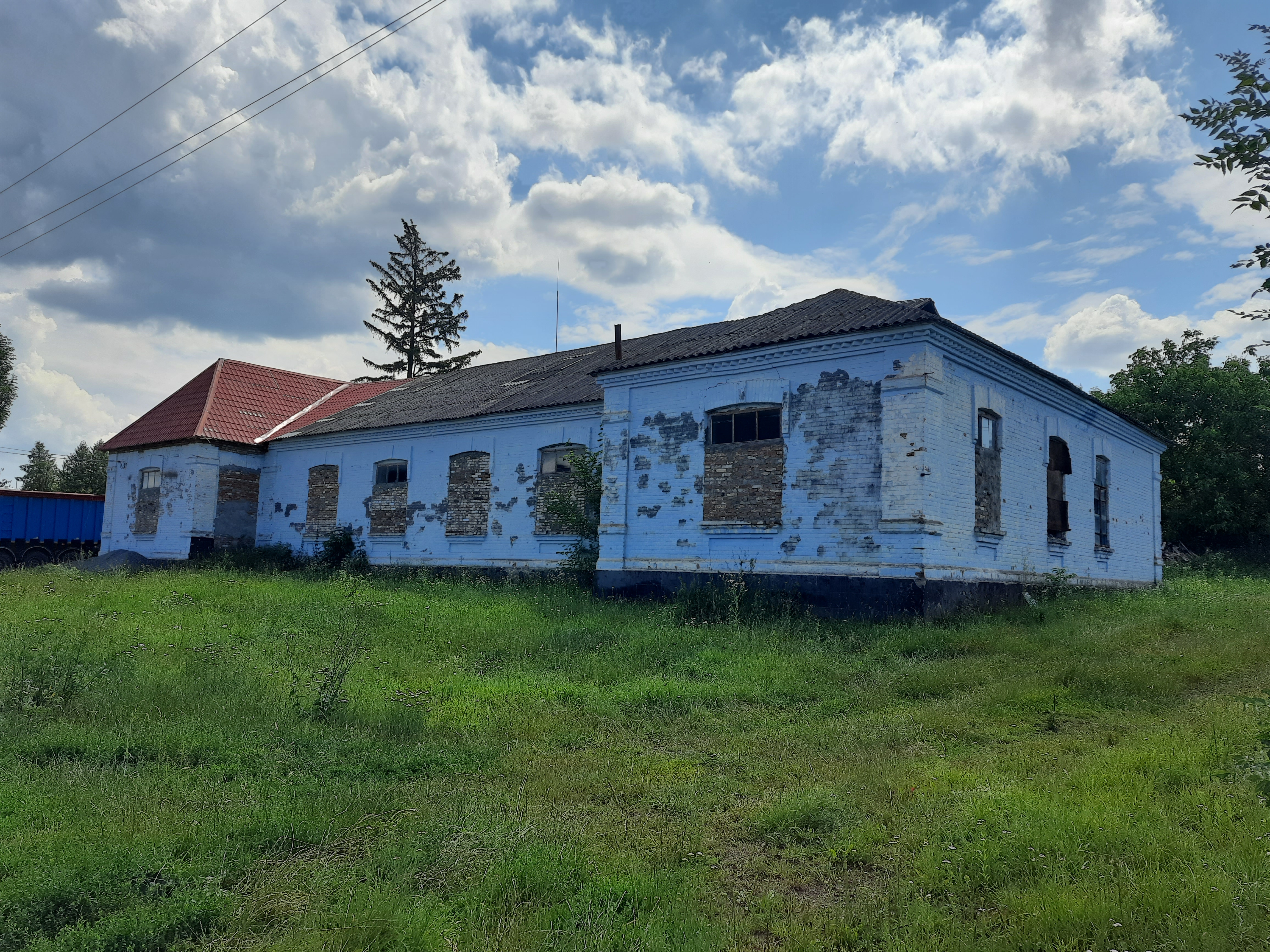
Будівля старої школи
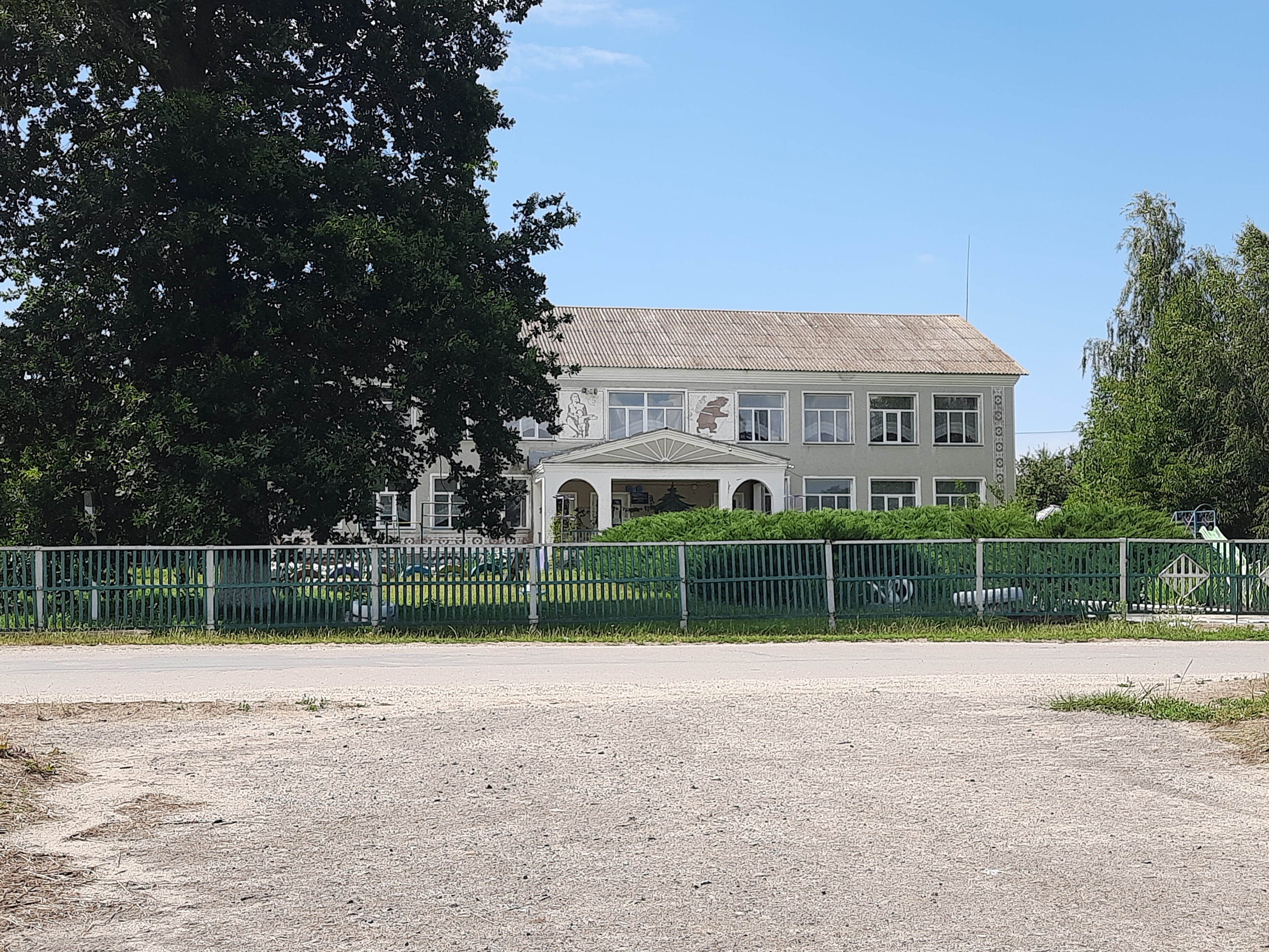
Дитячий садок
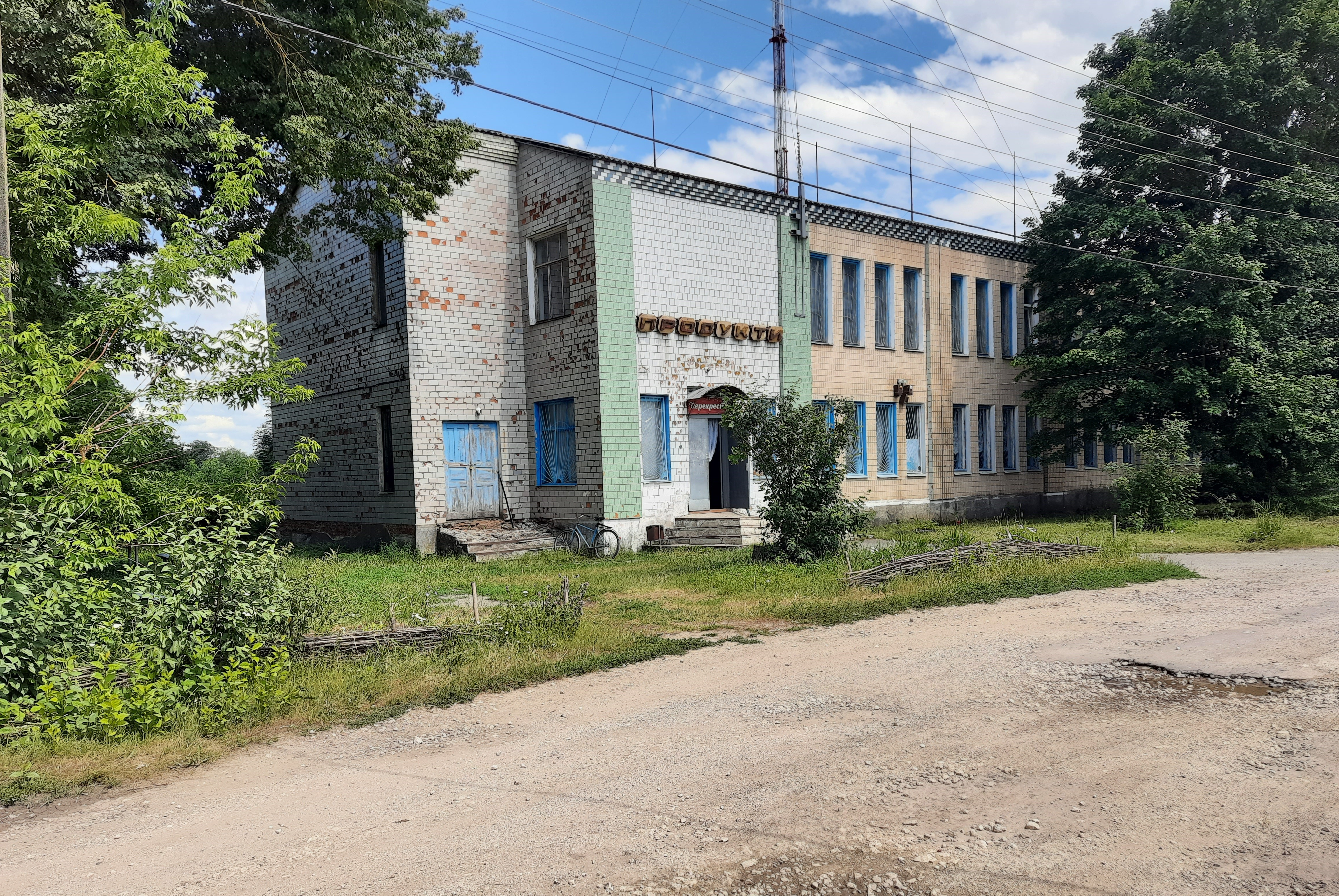
Крамниця
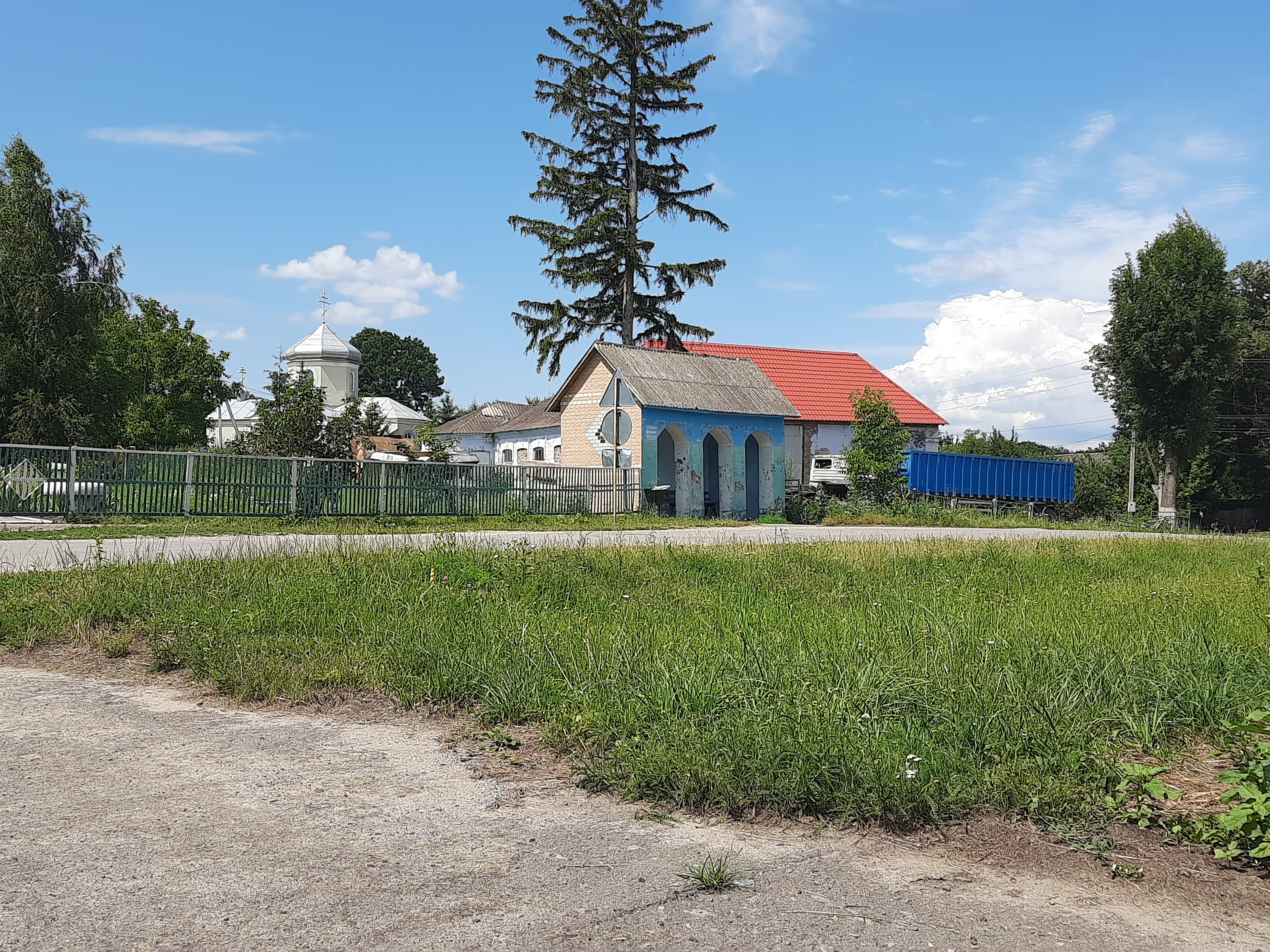
Автобусна зупинка
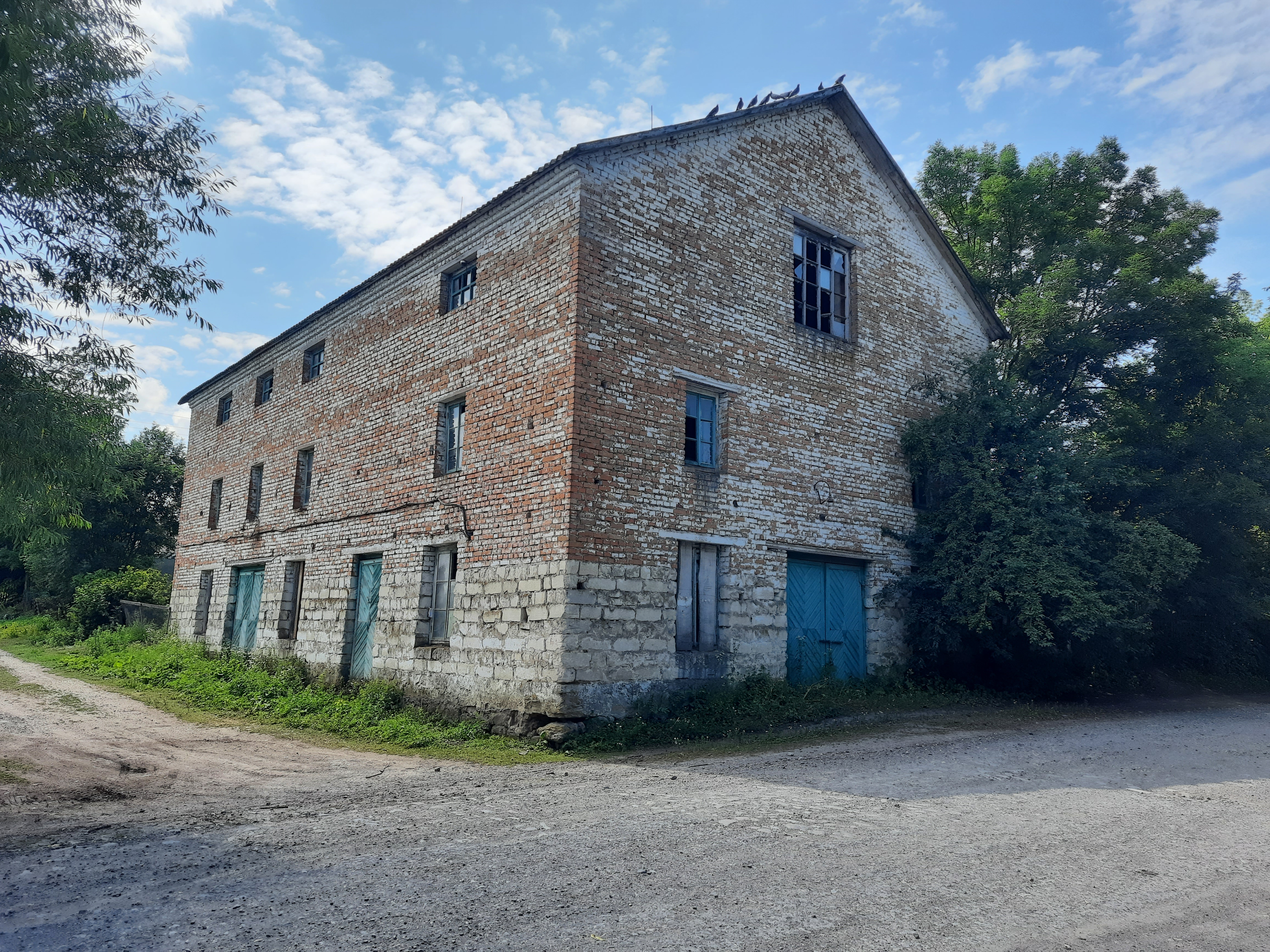
Млин
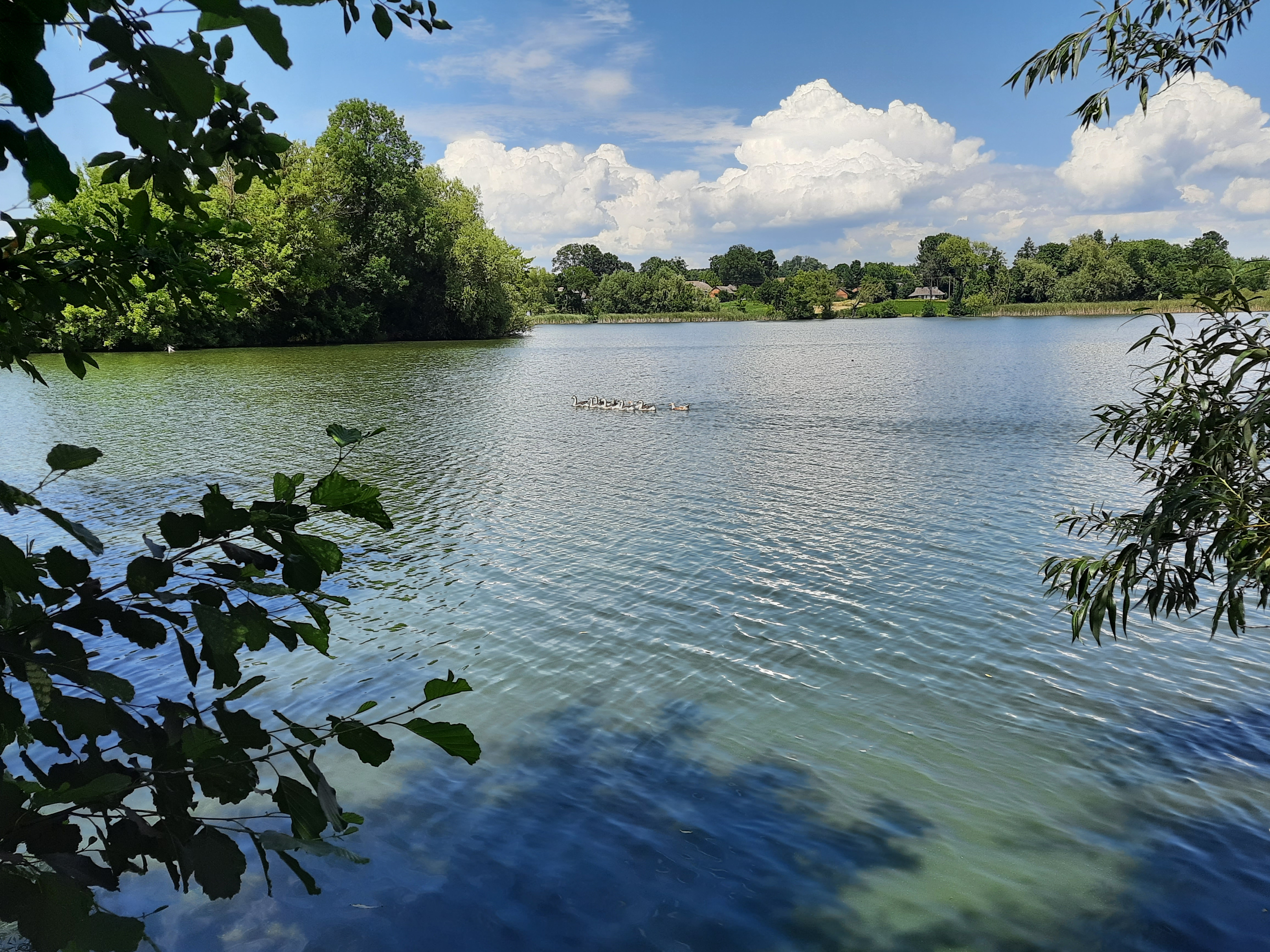
Став біля села